# NK Elektrosond Zagreb
Nogometni klub Elektrosond Zagreb bio je hrvatski nogometni klub iz Zagreba. Postojao je od proljeća 1955. do 4. kolovoza 1961. kada se spojio s Lancem u Elektrolanac. Taj novi klub kasnije mijenja ime u Lanac.